# Upsala-Lenna Jernväg

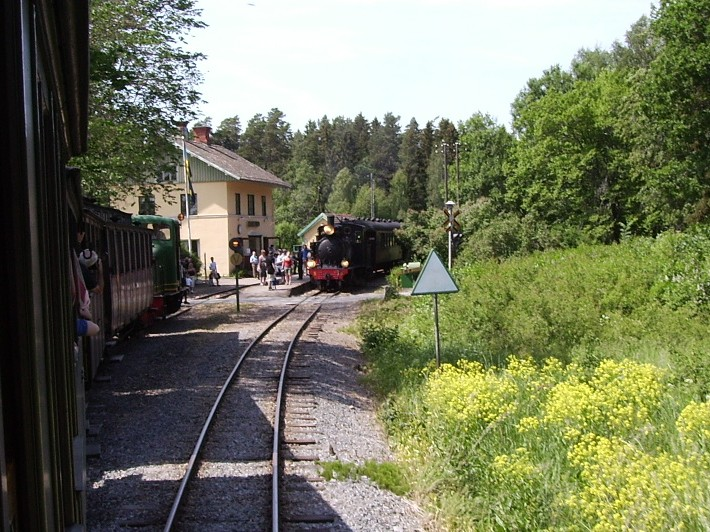
Estación de ferrocarril de Marielund en el 2006.

Upsala-Lenna Järnväg (ULJ) (literalmente: Línea de ferrocarril de Upsala-Lenna) es un ferrocarril histórico de trocha angosta en el condado de Uppsala, Suecia. La misma tiene 33 km de largo y formaba parte de la extensa red ferroviaria de Roslagen. La trocha es de 891 mm, siendo única en su tipo en Suecia.  El ferrocarril es operado por la sociedad SRJmf.

## Historia
El ferrocarril une las localidades de Uppsala y Lenna (antigua denominación de Länna). El mismo fue inaugurado en 1876 y fue la primera de las líneas de 891 mm de la región. Fue construido para unir las minas de hierro en Länna con la red de ferrocarriles de trocha estándar. El ancho de la trocha fue un compromiso, ya que una trocha de 600 mm hubiera alcanzado para el tráfico de mineral de hierro y acero pero por muy poca inversión adicional fue posible contar con una trocha un poco más ancha que permitía una capacidad de transporte mayor capaz de servir para transportar pasajeros, correo y otros bienes. Dos años después comenzó a operar en el sector norte del condado el ferrocarril Dannemora-Harg (DHJ), que también usaba trocha de 891 mm. Dicho ferrocarril se construyó para conectar las minas en Dannemora con el puerto en Hargshamn. En 1884, ULJ fue unido con la costa por medio del ferrocarril Lenna-Norrtelje (LNJ). Al año siguiente dicha línea se conectó por Rimbo con Estocolmo a través del ferrocarril Estocolmo-Rimbo  (SRJ).
SRJ compró LNJ en 1905 y ULJ en 1908. En 1909, se cambió el nombre de la empresa por Estocolomo–Roslagens Järnvägar; Roslagen es el nombre histórico del distrito costero al norte de Estocolmo. SRJ también participó en la construcción de la línea nueva al norte de Rimbo la cual en 1915 llegó hasta Hallstavik. En 1920, DHJ estaba conectada con el resto del sistema mediante la línea Faringe-Gimo.

## Sociedad SRJmf

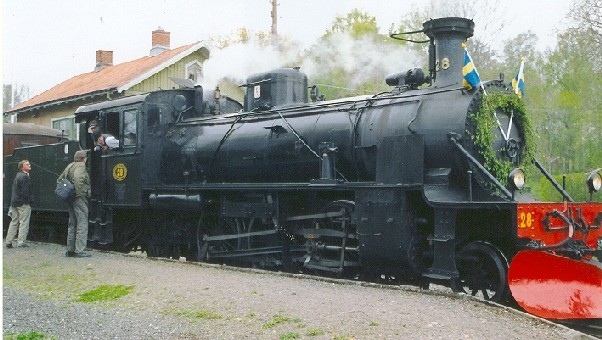
SRJ 28 Stortysken en la estación Lenna (Länna) en junio del 2005. Esta es la más reciente de una serie de tres de las mayores locomotoras de vapor que se hayan construido para la trocha de 891 mm.

La sociedad SRJmf fue fundada en 1968 con el propósito de preservar el material rodante de la red SRJ/DHJ para realizar viajes de placer. Inicialmente, a sociedad tenía su sede en Estocolmo y realizaba excursiones a diferentes partes de la red ferroviaria. Cuando SJ comenzó a clausurar ramales de la red, es que se comenzaron a analizar ideas para preservar diversas partes de la antigua red. En 1967 se cerró el ramal de Finsta-Syninge en el sector Rimbo-Norrtälje, que era uno de los candidatos a preservar al igual que Faringe-Gimo. 
Cuando a comienzos de la década de 1970 SJ comenzó a construir una vías con trocha estándar entre Hargshamn to Hallstavik, la sociedad se dio cuenta de que el ramal Uppsala-Rimbo-Hallstavik ya no sería utilizado para transporte de cargas, lo que ofreció una oportunidad para que la sociedad comenzara a a prestar servicios en el sector con mejores vistas del ramal en proximidades de Uppsala.
Con ayuda de la Municipalidad de Uppsala, se comenzó a prestar servicios los domingos durante el verano de 1974 cuando no circulaban trenes de carga. Tres años después se inauguró el ramal Hargshamn-Hallstavik y cesó por completo el tráfico en el ramal Uppsala-Rimbo-Hallstavik. Entonces la sociedad pudo hacerse cargo del ramal Uppsala-Länna-Faringe, siendo la ciudad de Uppsala la dueña de la vía y la antigua estación en Faringe pasó a ser la base del ferrocarril con los talleres de mantenimiento. En 1978 se levantaron las vías entre Faringe y Rimbo.

## Tráfico a comienzos delsigloXXI
A comienzos del siglo XXI circulan trenes los domingos desde junio hasta comienzos de septiembre, servicio que se amplia a cuatro días por semana durante julio; a fines de mayo y durante el resto del año hay numerosos viajes especiales con excursiones escolares y eventos especiales.
En un domingo típico circulan dos trenes arrastrados por máquinas a vapor y uno con una máquina con motor diésel, lo que es complementado con buses antiguos que circulan hasta las termas al aire libre de Fjällnora.
Los días de semana son similares a los domingos; aunque una de las máquinas a vapor a veces es reemplazada por una máquina diésel. Aunque por lo general hay un tren adicional temprano hasta Faringe y la zona comercial de Thun.